# هرمن ون رومپوی
هرمن آشیل ون رومپوی (به آلمانی: Herman Achille Van Rompuy) (زاده ۳۱ اکتبر ۱۹۴۷ در بروکسل) سیاست‌مدار بلژیکی است که تاکنون پست‌هایی چون وزیر بودجه و نخست‌وزیری بلژیک را برعهده داشته‌است. وی در اول دسامبر سال ۲۰۰۹ به مقام ریاست شورای اروپایی برگزیده شد. و تا ۳۰ نوامبر ۲۰۱۴ میلادی در این سمت باقی ماند.
او در دانشگاه کاتولیک لوون بلژیک، فلسفه و اقتصاد خوانده‌است.